# Kino Raj (Tel Awiw)
Kino Raj (hebr. קולנוע עדן Kolno'a Eden) – historyczny budynek pierwszego kina założonego pod koniec lat 20. XX wieku w osiedlu Newe Cedek w zachodniej części miasta Tel Awiw, w Izraelu. Była to wówczas jedna z najważniejszych instytucji kulturalnych miasta.

## Historia
Kino zostało wybudowane 22 sierpnia 1914 przez Mosze Aberabanela Mordechaja Vissera, z inicjatywy ówczesnego burmistrza Tel Awiwu, Meir Dizengoffa. Było to wówczas jedyne miejsce do odtwarzania filmów w Tel Awiwie.
Podczas I wojny światowej z polecenia władz tureckich kino zostało zamknięte, a jego generator służył do przesyłania wiadomości do okrętów podwodnych. Ponowne otwarcie kina nastąpiło w 1921.
Budynek był wyjątkową konstrukcją w okolicy. Składał się on z dwóch sal kinowych: pierwsza posiadała dach i służyła w okresie zimowym, natomiast druga sala była bez dachu i służyła w okresie letnim. Ogółem kino mogło pomieścić 800 widzów. Jako jedno z niwielu kin w Tel Awiwie, kino "Raj" wystawiało także spektakle teatralne i operowe. Pierwszą operę wystawiono w 1923.
W kinie wyświetlano najsłynniejsze produkcje filmu niemego z Hollywood i studia Universum Film AG. Podczas projekcji filmów grała na żywo orkiestra kameralna. W latach 30. XX wieku kino było pionierem w tłumaczeniu napisów dialogowych.
Kino było czynne do 1974, a następnie opuszczony budynek kupił Bank Leumi, który planował zachować kino jako żywą pamiątkę historii miasta Tel Awiw. Budynek jest jednak zaniedbany i zamknięty.